# Centullus Lupus van Béarn
Centullus Lupus van Béarn was vanaf 819 burggraaf van Béarn. Hij was de stichter van het huis Béarn.

## Levensloop
Centullus Lupus was vermoedelijk een zoon van graaf Lupus III Centullus van Gascogne en diens onbekend gebleven echtgenote. 
Nadat Lupus III Centullus in 819 werd afgezet, werd het graafschap Gascogne opgedeeld in meerdere onafhankelijke staten. Centullus Lupus kreeg het burggraafschap Béarn toegewezen, zijn broer Donatus Lupus werd dan weer graaf van Bigorre. Rond 866 werd hij formeel erkend als burggraaf van Béarn. Het is niet duidelijk waar of wanneer hij overleed.
Centullus Lupus was gehuwd met ene Auria. Uit het huwelijk is een zoon bekend: Centullus I, die hem opvolgde als burggraaf van Béarn.